# Projekt 206MR Vichr
Projekt 206MR Vichr (ryska: Вихрь (virvel), NATO-rapporteringsnamn: Matka-klass) är en robotbåt med bärplan byggd för sovjetiska flottan 1976 till 1983.

## Konstruktion
Projekt 206MR Vichr är en vidareutveckling av motortorpedbåten Projekt 206M Sjtorm (Turja-klass). Den bygger på samma skrov och samma motorer, men med modernare artilleri och med sjömålsrobotar i stället för torpeder. Överbyggnaden är flyttad något akterut för att ge plats för en AK-176 på fördäck. Överbyggnaden är också förlängd för att härbärgera en AK-630 längst akterut.
Vichr räknas som bärplansbåt, men den har bara ett förligt bärplan i höjd med kanonen. Akterskeppet ligger i vattnet även vid maxfart. Detta begränsar maxfarten till 43 knop, men det möjliggör ett enkelt propellerarrangemang utan avancerad kraftöverföring till propellrar i aktre bärplan som på Projekt 1240 Uragan (Sarantja-klass).

## Historia
1996 till 1997 såldes fem fartyg (R-15, R-251, R-260, R-262 och R-265) till Ukrainas flotta och fick namnen Konotop, Tsurjupinsk, Uman, Priluki och Kahovka. Av dem såldes Konotop (R-15) vidare till Georgiens flotta 1999 och fick namnet Tbilisi. Under Georgienkriget anfölls Tbilisi av ryska flygburna styrkor i hamnen i Poti och sprängdes. Explosionen vållade endast begränsade skador, men den efterföljande branden förstörde stora delar av fartyget.
Av de ryska fartygen så tjänstgör R-25, R-27, och R-221 i Kaspiska havet, R-50 och R-254 i Östersjön och R-44 i Svarta havet. R-30 är avrustad.
Av de ukrainska fartygen är Tsurjupinsk skrotad och Uman avrustad.

## Varianter

### Projekt 206.6
Ett fartyg, R-44, har byggts om som provplattform för två nya vapensystem. Dels har den fått sina Termit-robotar utbytta mot åtta stycken 3K24 Uran (NATO-beteckning SS-N-25 Switchblade). Dels har den AK-630M1-2 Roj i stället för vanliga AK-630. Kombinationen ger R-44 större både offensiv och defensiv eldkraft. Den har också ett nytt stridsledningssystem, SP-521 Rakurs.